# Microlepia todayensis
Microlepia todayensis là một loài dương xỉ trong họ Dennstaedtiaceae. Loài này được Christ mô tả khoa học đầu tiên năm 1908.